# Eupsilia fringata
Eupsilia fringata är en fjärilsart som beskrevs av Barnes och Mcdunnough 1916. Eupsilia fringata ingår i släktet Eupsilia och familjen nattflyn. Inga underarter finns listade i Catalogue of Life.